# 桂きん太郎
桂 きん太郎（かつら きんたろう、本名：武守 克朗（たけもり かつお）1965年8月12日 - ）は、日本の落語家・商業コンサルタント。大阪市港区出身。かつて吉本興業に所属していたが、現在はフリー。上方落語協会会員。

## 来歴
大阪府立大正高等学校を経て花園大学文学部卒業。1986年10月に桂きん枝（現：4代小文枝）に入門。
2011年3月、大阪市立大学大学院創造都市研究科・修士課程を修了。著書に『落語による地域活性化』(2011年 大阪公立大学共同出版会)がある。まちづくりコンサルタントとして、兵庫県豊岡市の宵田商店街「カバンストリート」などのコンサルティング事業も手がける。エレックレコードで音楽プロデューサーとしても勤務している。

## 人物
自らを「マルチメディアシャベリスト」と称している。落語家では珍しく金髪（または茶髪）にしている。
顔が大江千里に似ているため、「上方落語界の大江千里」と呼ばれ、きん太郎自身も大江のファンである。

## ユニットなど
1987年頃、互いが落語家ユニット『ザ・パンダ』の弟子同士という繋がりを持つ月亭かなめ、林家染八（後の5代目小染）、桂楽珍とともに「DCブランド」というユニットを組んでいた。
また一時期、西川のりおの番組で、トミーズ健らと「アホ4人組」というグループを組んでいた。

## テレビ
- 気分はジャマイカ（読売テレビ）
- おはよう朝日です（ABC）
- ええも悪いも関西魂（サンテレビ　司会）
- 届けオイラの音革命（サンテレビ　司会）
- トゥナイト2（テレビ朝日）
- スキー正義の味方（テレビ東京）
- 2時のワイドショー（読売テレビ）
- ワイドYOU（毎日放送）
- きらめきワイド（毎日放送）
- ごきげん2時（毎日放送）
- わいわいサタデー（ABC）
- 晴れときどきたかじん（ABC）

## 連載
- 産経新聞 「KINTAROH CAFE'」 毎週水曜日

## CD
- マキシシングル「阪神タイガース応援歌 我らが阪神タイガース」 （作詞、2002年6月、徳間ジャパンコミュニケーションズ ）
- マキシシングル「北海道日本ハムファイターズ　ファイターズ魂(スピリッツ)」　（作詞・プロデュース、2007年、日本クラウン）
- マキシシングル「ファイターズ鎌ヶ谷ソングス　KAMAGAYAトキメキファイターズ」（作詞・プロデュース、2009年、日本クラウン）